# Església de Sant Elian
|  | No s'ha de confondre amb Monestir de Mar Elian. |

L'església de Sant Elià —en àrab كنيسة مار اليان, Kanīsa Mār Ilyān— és una església situada a Homs, Síria. El temple està situat a prop de la Porta de Palmira. La festa de sant Elià es manté anualment a l'església cada 6 de febrer i atrau un gran nombre de pelegrins cristians.

## Història
Va prendre el seu nom de sant Elià, natural d'Homs, que va ser martiritzat pel seu pare, un oficial romà després que sant Elià es negàs a renunciar del cristianisme. Sant Elià era metge de professió i se li atribueixen diversos miracles de curació. L'església va ser fundada l'any 432 sobre l'emplaçament on fou martiritzat el sant. A l'interior del temple hi ha un sarcòfag amb les restes del Sant col·locades a una petita capella a la dreta de la nau principal de l'església de la cripta.
Entre els anys 1969 i 1970 l'església va ser restaurada. Amb la restauració es retiraren els guixos que cobrien les parets internes de la cripta. Aquest fet mostrà a la llum frescos antics que representen Jesús, Maria, els apòstols i diversos profetes. Els frescos daten, com a mínim, del segle xii, però en general es creu que daten del segle sisè. D'aquesta manera, són les pintures cristianes més antigues conservades a Síria.